# Jacksonville (North Carolina)
Jacksonville (auch Onslow Court House) ist eine City und Verwaltungssitz des Onslow County im US-amerikanischen Bundesstaat North Carolina. Das U.S. Census Bureau ermittelte bei der Volkszählung 2020 eine Einwohnerzahl von 72.723.

## Geografie
Jacksonville liegt in der Küstenregion der Inner Banks am Ästuar des 80 km langen New Rivers. Von der Stadtmitte ist die Atlantikküste etwa 15 km Luftlinie entfernt. Nach Angaben des United States Census Bureau umfasst das Stadtgebiet eine Fläche von 117 km².

## Demografische Daten
Nach der Volkszählung im Jahr 2000 lebten hier 66.715 Menschen in 17.175 Haushalten und 13.533 Familien. Die Bevölkerungsdichte beträgt 579,1 Einwohner pro km². Ethnisch betrachtet setzt sich die Bevölkerung zusammen aus 63,94 % weißer Bevölkerung, 23,96 % Afroamerikanern, 0,75 % amerikanischen Ureinwohnern, 2,07 % Asiaten, 0,19 % pazifischen Insulanern, 5,42 % Bewohner aus anderen ethnischen Gruppen. 3,67 % stammen von zwei oder mehr Ethnien ab. 10,05 % der Bevölkerung sind spanischer oder lateinamerikanischer Abstammung.
Von den 17.175 Haushalten hatten 49,5 % Kinder unter 18 Jahren, die bei ihnen lebten, 63,8 % davon waren verheiratete, zusammenlebende Paare, 12,3 % waren allein erziehende Mütter und 21,2 % waren keine Familien. 16,6 % bestanden aus Singlehaushalten und in 5,1 % lebten Menschen mit 65 Jahren oder älter. Die Durchschnittshaushaltsgröße betrug 2,83 und die durchschnittliche Familiengröße war 3,18 Personen.
24,3 % der Bevölkerung waren unter 18 Jahre alt. 36,3 % zwischen 18 und 24 Jahre, 25,9 % zwischen 25 und 44 Jahre, 8,8 % zwischen 45 und 64, und 4,8 % waren 65 Jahre alt oder Älter. Das Durchschnittsalter betrug 22 Jahre. Auf 100 weibliche Personen kamen 156,2 männliche Personen. Auf 100 Frauen im Alter von 18 Jahren oder darüber kamen 178,6 Männer.
Das jährliche Durchschnittseinkommen eines Haushalts betrug $32.544 und das jährliche Durchschnittseinkommen einer Familie betrug $33.763. Männer hatten ein durchschnittliches Einkommen von $17.121 gegenüber den Frauen mit $19.931. Das Prokopfeinkommen betrug $14.237. 14,1 % der Bevölkerung und 12,5 % der Familien lebten unterhalb der Armutsgrenze. 18 % von ihnen sind Kinder und Jugendliche unter 18 Jahre und 17,7 % sind 65 Jahre oder älter.

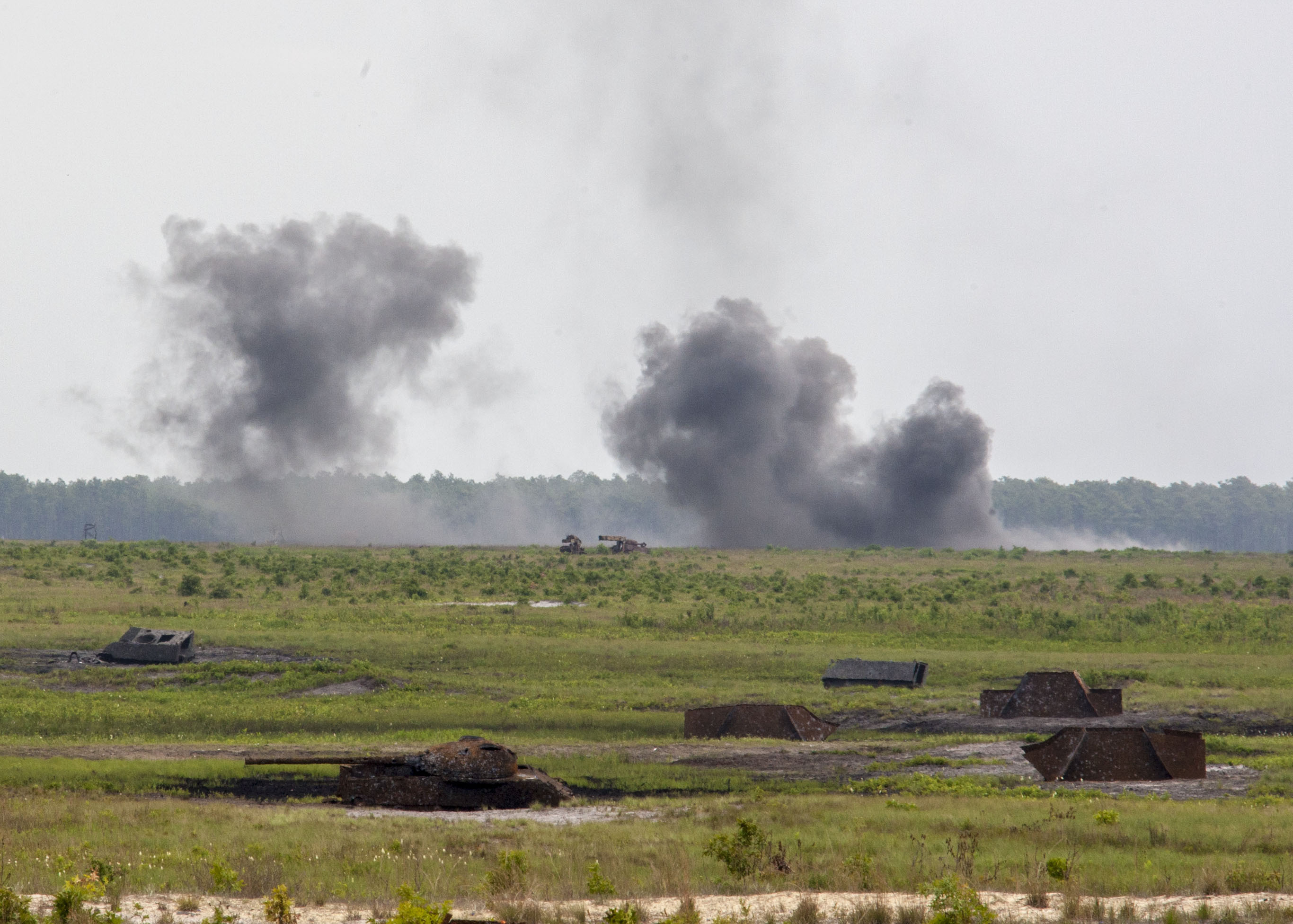
Besuchertag auf dem Stützpunkt Camp Lejeune

## Infrastruktur
In Jacksonville befindet sich eine der größten Basen des US Marine Corps, Camp Lejeune, sowie der Militärflughafen MCAS New River, was sowohl das niedrige Durchschnittsalter der Bevölkerung von knapp 23 Jahren als auch den wichtigsten zivilen Wirtschaftszweig der Stadt, den Einzelhandel, erklärt. 16 Kilometer nordwestlich von Jacksonville befindet sich der zivile Flughafen Albert J. Ellis Airport.

## Söhne und Töchter der Stadt
- Art Bell (1945–2018), Autor und Radiomoderator
- Kenneth Frazelle (* 1955), Komponist
- Elizabeth Dennehy (* 1960), Schauspielerin
- Harry Goaz (* 1960), Schauspieler
- Ryan Adams (* 1974), Singer-Songwriter (Rock, Country, Folk)
- Angelica Sin (* 1974), Pornodarstellerin, Schauspielerin und Wrestlerin
- Edwin Hodge (* 1985), Schauspieler
- Jamal Shuler (* 1986), Basketballspieler